# Call back
Call back – sposób inicjowania połączeń telekomunikacyjnych przez publiczną sieć telefoniczną, polegający na zwrotnym oddzwanianiu.
Połączenie typu call back jest realizowane w następujący sposób:
- klient dzwoni pod wskazany numer telefoniczny, po czym przechodzi procedurę ustalającą jego tożsamość (np. podaje ustalone wcześniej hasło);
- po usłyszeniu umówionego komunikatu potwierdzającego przyjęcie zamówienia na usługę odkłada słuchawkę;
- usługodawca oddzwania na numer, z którego łączył się klient, aby zestawić połączenie konieczne do realizacji usługi na swój koszt.

Połączenia typu call back są często stosowane dla realizacji tanich połączeń międzymiastowych przez wyspecjalizowane w tej usłudze firmy telekomunikacyjne. Wykorzystywane są także w celach marketingowych i do zwiększenia konwersji ze stron internetowych (np. e-commerce), gdzie zazwyczaj umieszczane są w formie widgetów (przycisków). Po kliknięciu w taki przycisk, klient może zostawić swój numer telefonu i w ten sposób zamówić połączenie z firmą. Cały proces jest zautomatyzowany i trwa chwilę (od kilku do kilkudziesięciu sekund w zależności od operatora).
Niektórzy dostawcy internetu posiadają w swojej ofercie opcję zestawiania łączy modemowych z użyciem tego sposobu. Jest ona jednak coraz rzadziej spotykana ze względu na rozpowszechnianie się stosunkowo tanich łączy stałych.